# 丁奉 (三國)
丁奉（2世紀—271年），字承淵，揚州庐江安豐（今河南固始）人，三國時期孫權麾下後期重要将领；是江東十二虎臣之一。侍奉吳國四代君王孫權、孫亮、孫休、孫皓的四朝元老、重臣。年輕時做小將，多次跟隨其他將領征伐，經常勇冠三軍，斬將奪旗，曾屬於甘寧、陸遜、潘璋等人的帳下副將，驍勇且有計謀；後期官職升遷越來越高，成為東吳勢力中流砥柱，於解救壽春、誅殺佞臣孫綝等事件中使孫吳內亂紛爭逐漸轉危為安，屢有建樹。

## 生平

### 青年將才
丁奉年輕時因驍勇作了一員小將，先後歸屬甘寧、陸遜、潘璋等旗下。丁奉多次參加戰鬥，經常勇冠全軍，每次都斬將奪旗，身負戰傷，後來升為偏將軍。

### 雪奮短兵
建興元年（252年），孫亮即位，被任免為冠軍將軍。同年，曹魏派大將諸葛誕、胡遵等進攻東興，諸葛恪率軍抵抗。眾將認為：「敵聞太傅（諸葛恪）自來，上岸必遁走。」惟獨丁奉說：「不然。彼動其境內，悉許、洛兵大舉而來，必有成規，豈虛還哉？無恃敵之不至，恃吾有以勝之。（不是。敵人在境內行動，動用許都、洛陽所有兵力攻來，必有既定的計畫，豈會沒有收穫而歸還呢？不要以為敵人不來，該有準備而迎戰。）」後諸葛恪上岸，丁奉與將軍唐咨、呂據、留贊等延山向西。丁奉說：「今諸軍行遲，若敵據便地，則難與爭鋒矣。（現今眾軍遲來了，若果敵人佔據合宜陣地並佔據徐塘，則難與爭鋒。」當時天氣寒冷、下雪，敵軍在舉行盛大的酒會，丁奉見他們前營兵少，對左右說：「取封侯爵賞，正在今日！」逐率兵解開護身重甲、穿上輕身鎧甲和頭盔，手持短兵器（胡冲《吳曆》作諸葛恪下令）。敵人看見都大笑，不作防備。丁奉率兵突擊，大破敵軍前營。正好呂據等到來，魏軍潰敗。晉滅寇將軍，進封都亭侯（一說都鄉侯）。

### 解救壽春
五鳳二年（255年），魏將文欽因起事失敗降吳，孫亮任丁奉為虎威將軍，跟隨孫峻到壽春迎接文欽，在高亭與魏軍追兵發生戰鬥。丁奉持矛上馬，帶军突入曹軍陣中，斬殺數百人，得其武器，進封為安豐侯。翌年（魏甘露元年）十月丁未日（256年11月8日），丁奉與孫憲、施寬等乘船逆水佔據江都，為將軍劉丞進攻滕胤作援。257年，魏大將軍諸葛誕佔據壽春降吳，魏軍包圍壽春。孫綝先派朱異、唐咨等為前軍，後又派朱異領丁奉與黎斐再率五萬人解圍。丁奉成為先登，屯於黎漿，因力戰有功，拜為左將軍。

### 誅殺權臣
永安元年（258年），孫休即位。孫休與張布密謀，想誅殺孫綝，張布曰：「丁奉雖不能吏書，而計略過人，能斷大事。（丁奉雖然不擅長行政事務，但計略過人，可以決斷大事。）」孫休便召丁奉，並說明原由：「綝秉國威，將行不軌，欲與將軍誅之。（孫綝把持國家的聲威，將行圖謀叛亂，我想與將軍一起誅殺他。）」丁奉曰：「丞相兄弟友黨甚盛，恐人心不同，不可卒制，可因臘會，有陛下兵以誅之也。（丞相（孫綝）兄弟、朋友、黨徒甚為強大，恐怕人心不同，不能以普通士兵制服他，我們可在臘會中，以陛下的親兵誅殺他。）」孫休接納此計。宴請孫綝，丁奉與張布給左右打眼色，當場斬殺孫綝。升遷為大將軍，加左右都護。永安三年（260年），授假節、領徐州牧。
永安六年（263年），曹魏伐蜀，丁奉於九月甲申日（11月9日）率軍進駐壽春，為分散曹軍以救蜀。不過蜀漢最後不敵、次月劉禪投降，丁軍遂還。 次年（264年）孫休逝世，丁奉與丞相濮陽興等遵照萬彧之言，一起擁立孫皓，遷為右大司馬左軍師。
曾在孫皓暴政後，於266年十二月與陸凱和丁固密謀廢黜孫皓並改立孫休兒子為皇帝，不過在留平反對陸凱的邀請下作罷。

### 晉吳對峙
寶鼎三年（268年）秋，孫皓命丁奉與諸葛靚攻打合肥司馬駿，丁奉與西晉大將石苞書信，互說閒事，石苞因而撤還。隔年冬季，丁奉再率兵至徐塘，進攻穀陽。穀陽百姓知道後都逃去，丁奉無穫而歸。孫皓大怒，斬殺丁奉的軍中嚮導。
建衡三年（271年），孫皓不顧眾人反對，用車載著自己後宮上千人，率大軍從牛渚（今安徽省當塗縣）西進伐晉，結果途中被大雪所阻，士兵們怨聲載道，甚至還出現倒戈的傳言，因此孫皓只好下令還師。孫皓還師前，丁奉與右丞相萬彧、左將軍留平曾私下商議先自行回去，後被孫皓得知，介於三人都是重臣並沒有馬上處置。
同年，丁奉因病逝世，死後受人毀謗，孫皓追究昔日穀陽出兵一無所獲的責任，流放其家人至臨川郡。

## 特徵
丁奉善戰，曾率兵穿上輕身鎧甲和頭盔，手持短兵器，於寒風中大敗敵軍前營。

## 家庭
- 离妃，丁奉妻子，太元元年（251年）去世，20年后丁奉辞世，和妻子合葬在一起。
- 丁封，丁奉弟。官至後將軍，比丁奉早死。
- 丁溫，丁奉子。丁奉死後，被吴末帝孙皓诛杀，家族被流放。[7]

自此丁奉故宅成為當時江南知名的凶地。

## 評價
陈寿《三國志》評曰：「凡此諸將，皆江表之虎臣，孫氏之所厚待也。以潘璋之不脩，權能忘過記功，其保據東南，宜哉！陳表將家支庶，而與冑子名人比翼齊衡，拔萃出類，不亦美乎！」
張布：「丁奉雖不能吏書，而計略過人，能斷大事。」
陆机：「大司马陆公以文武熙朝，左丞相陆凯以謇谔尽规，而施绩、范慎以威重显，丁奉、钟离斐以武毅称，孟宗、丁固之徒为公卿，楼玄、贺劭之属掌机事，元首虽病，股肱犹良。」
张栻：「自古倚长江之险者，屯兵据要，虽在江南，而挫敌取胜，多在江北。故吕蒙筑濡须坞，而朱桓以偏将却曹仁之全师；诸葛恪修东兴堤，而丁奉以兵三千，破胡遵七万。转弱为强，形势然也。」
郝经：「程普诸将皆江表虎臣，鏖兵卫主，攻坚轧敌，兴王定覇，孙氏兄弟卒立国建号，诸将之力也。若黄盖之水战而用火攻，能用竒者也；蒋钦之不挟私怨而举徐盛；凌统之亲贤下士轻财重义；陈表倾家养士妻子露立，并有良将之规。甘宁之奢侈、潘璋之不法，权皆容之，许宁报苏飞之恩，不使统复父操之雠，驭将之术也。丁奉恃功而骄，不容于虐主，宜哉！」「吴将剽轻，殆多谲计。莫肯下人，卒自称帝。摩创抚孤，动辄流涕。驾驭有术，驱策有方。果保江东，不负桓王。」

## 民間藝術

### 三國演義
孫權繼位後，招納人才而開設招賢館，闞澤、嚴畯、薛綜、程秉、朱桓、陸績、張溫、駱統、吾粲、呂蒙、陸遜、徐盛、潘璋、丁奉相繼到東吳，協助新吳主舉大事。在赤壁之戰，與徐盛首次登場於戰場，多與徐盛率軍迎敵，电视剧三国演义描述丁奉与徐盛拦截逃脱的刘备，被孙权之妹孙小妹斥退，但正史记载不存在这一说。还有增加了曹丕在224年伐吳，張遼保護曹丕撤退時，丁奉用箭射中了張遼腰間，回營後舊傷迸發不治而亡，张辽早已经在222年病逝。演义的丁奉與正史记载存在着很多差距。

### 戲劇
中國傳統戲曲中，丁奉的臉譜為勾粉紅老臉，眉尖下垂及粉紅色皆表示老年之意，出場劇目有《借東風》。

### 漫畫遊戲
- 真三國無雙系列 / 無雙OROCHI系列（光榮公司開發，中尾良平配音）
- 《蒼天航路》（王欣太）

### 影视
- 中國中央電視台電視劇《三國演義》（1994年）：刘绍春、王奕
- 台灣華視電視劇《三國英雄傳之關公》（1996年）：邵长森
- 中國電視劇《三国》（2010年）：姜燚

### 神彈子
在民間傳說中，丁奉擅長以手飛石（就像《水滸傳》中的沒羽箭張清一樣），故有「神彈子丁奉」之稱。現在供奉丁奉的廟宇當中，丁奉像的手上亦握著一枚飛石。

## 丁奉墓
丁奉墓於1953年在安徽廬江縣西門外的龍子口被發現，墓地有160多平方公尺，高5公尺多，墓室為卷拱形，高3公尺多，寬2公尺，長5公尺，均為古錢紋和幾何圖案的青磚砌成。但2020年于南京再次发现并且是家族墓葬，大部分墓被盗。如今还未判断哪一座是真。

## 延伸阅读
[在维基数据编辑]
 《三國志·卷55》，出自陳壽《三國志》
 在维基共享资源阅览影像
| 官衔        | 官衔                       | 官衔                           |
| ----------- | -------------------------- | ------------------------------ |
| 前任： 滕胤 | 孫吳大司馬(右) 264年—271年 | 繼任： 陸抗                    |
| 前任： 孫綝 | 孫吳大將軍 258年—264年     | 空缺下一位持有相同頭銜者：孫震 |